# چمانگکه
چمانگکه (به صربی: Čmanjke) یک روستا در صربستان است که در توتین، صربستان واقع شده‌است. چمانگکه ۸۴ نفر جمعیت دارد.